# Знаки почтовой оплаты Украины (2013)
Знаки почтовой оплаты Украины (2013) — перечень (каталог) знаков почтовой оплаты (почтовых марок), введённых в обращение почтой Украины в 2013 году.
В 2013 году была выпущена 81 почтовая марка, в том числе 78 (коммеморативных) почтовых марок и три стандартные восьмого выпуска (2012—2016). Тематика коммеморативных марок охватывала юбилеи выдающихся деятелей культуры, памятники архитектуры Украины, знаменательные даты, виды представителей фауны и флоры и другие сюжеты. В обращение поступили марки номиналом от 2,00 до 6,40 гривны, а также литерным номиналом «G», «N», «Є».

## Список коммеморативных (памятных) марок
Порядок следования элементов в таблице соответствует номеру по каталогу марок Украины на официальном сайте Киевской городской дирекции Укрпочты (укр. КМД УДППЗ «Укрпошта»), в скобках приведены номера по каталогу «Михель».
| № по каталогу                                                                                               | Изображение | Описание и источники | Номинал                    | Дата выпуска          | Тираж   | Художник                           |
| --- | ----------- | --- | -------------------------- | --------------------- | ------- | ---------------------------------- |
| № 1271 (Mi #1314)                                                                                           |             | Блок «900 років Уставу Володимира Мономаха». с укр. — «Блок „900 лет Уставу Владимира Мономаха“». | 6,40 гривны                | 22 февраля 2013 года  | 65000   | Николай Кочубей                    |
| № 1272 (Mi #1315)                                                                                           |             | «Володимир Вернадський. 1863—1945». с укр. — «Владимир Вернадский (1863—1945)». | 2,00 гривны                | 28 февраля 2013 года  | 145000  | Владимир Таран                     |
| № 1273 (Mi #1316)                                                                                           |             | Серія «200-річчя від дня народження Тараса Шевченка» «Натхненні Кобзарем»: «Микола Стороженко „Гонта і Залізняк“». с укр. — «Серия „200-летие со дня рождения Тараса Шевченко“ „Вдохновлённые Кобзарём“: Николай Стороженко». | 3,30 гривны                | 9 марта 2013 года     | 140000  | Владимир Таран                     |
| № 1274 (Mi #1317)                                                                                           |             | Серія «200-річчя від дня народження Тараса Шевченка» «Натхненні Кобзарем»: «Олександр Івахненко „Чураївна“» («Доля»). с укр. — «Серия „200-летие со дня рождения Тараса Шевченко“ „Вдохновлённые Кобзарём“: Александр Ивахненко». | 4,80 гривны                | 9 марта 2013 года     | 140000  | Владимир Таран                     |
| № 1275 (Mi #1318)                                                                                           |             | «Семен Гулак-Артемовський. 200 років від дня народження». с укр. — «Семён Гулак-Артемовский, 200 лет со дня рождения». | 2,00 гривны                | 25 марта 2013 года    | 161 000 | Василий Василенко                  |
| № 1276 (Mi #1322)                                                                                           |             | Серія «Вагонобудування в Україні»: «Вагон-хопер модель 19-7017-01». с укр. — «Серия „Вагоностроение на Украине“: - Вагон-хоппер (модель 19-7017-01)». | 2,50 гривны                | 27 марта 2013 года    | 150 000 | Валерий Руденко                    |
| № 1277 (Mi #1319)                                                                                           |             | Серія «Вагонобудування в Україні»: «Напіввагон модель 12-791». с укр. — «Серия „Вагоностроение на Украине“: - Полувагон (модель 12-791)». | 2,00 гривны                | 27 марта 2013 года    | 150 000 | Валерий Руденко                    |
| № 1278 (Mi #1321)                                                                                           |             | Серія «Вагонобудування в Україні»: «Вагон модель 20-7032». с укр. — «Серия „Вагоностроение на Украине“: - вагон (модель 20-7032)». | 2,50 гривны                | 27 марта 2013 года    | 150 000 | Валерий Руденко                    |
| № 1279 (Mi #1320)                                                                                           |             | Серія «Вагонобудування в Україні»: «Цистерна модель 15-1547-03». с укр. — «Серия „Вагоностроение на Украине“: - цистерна (модель 15-1547-03)». | 2,00 гривны                | 27 марта 2013 года    | 150 000 | Валерий Руденко                    |
| № 1280 (Mi #1323)                                                                                           |             | «Київ. Бориспіль. Міжнародний аеропорт Термінал D». с укр. — «Киев. Борисполь. Международный аэропорт терминал D». | 2,00 гривны                | 2 апреля 2013 года    | 120 000 | Василий Василенко                  |
| № 1281 (Mi #1325)                                                                                           |             | «Аю-Даг (Ведмідь-гора), смт Гурзуф. Південний берег Криму». с укр. — «Аю-Даг (Медведь-гора), пгт Гурзуф (южный берег Крыма)». | 2,50 гривны                | 24 апреля 2013 года   | 161 000 | Александр Калмыков                 |
| № 1282 (Mi #1324)                                                                                           |             | «м. Бахчисарай. Ханський палац». с укр. — «г. Бахчисарай. Ханский дворец». | 2,00 гривны                | 24 апреля 2013 года   | 173 000 | Александр Калмыков                 |
| № 1283 (Mi #1326) № 1284 (Mi #1327) № 1285 (Mi #1328) № 1286 (Mi #1329) № 1287 (Mi #1330)                   |             | Блок «Краса і велич України». «Автономна республіка Крим: м. Алушта. Долина привидів (Демерджі); м. Керч. Церква св. Іоанна Предтечі, Х ст.; Панорама Південного берега Криму; Масандра. Винні підвали; «Керченський заповідник. Пеліка». с укр. — «Блок „Краса и гордость Украины“: - Автономная республика Крым, г. Алушта, Долина Привидений (Демерджи); - г. Керчь церковь св. Иоанна Предтечи (X век); - Панорама южного берега Крыма; - Массандра винные подвалы; - Керченский заповедник „Пелика“». | 2,00 4,80 2,50 гривны      | 24 апреля 2013 года   | 65 000  | Александр Калмыков                 |
| № 1288 (Mi #1352)                                                                                           |             | Євдоким Волошинов «Гарбузи». с укр. — «Евдоким Волошинов „Тыквы“». | 2,00 гривны                | 24 августа 2013 года  | 190 000 | Евдоким Волошинов                  |
| № 1289 (Mi #1331)                                                                                           |             | «З Великоднем!». с укр. — «С Пасхой!» | 2,00 гривны                | 30 апреля 2013 года   | 120 000 | Наталия Андрийченко                |
| № 1290 (Mi #1332)                                                                                           |             | 1150 років слов'янської писемності. с укр. — «1150-летие славянской письменности». | 2,50 гривны                | 22 мая 2013 года      | 150 000 | Сергей Горобец                     |
| № 1291 (Mi #1333)                                                                                           |             | Блок «100 років. Перша Російська Олімпіада. Київ 1913». с укр. — «Блок „100-летие первой Всероссийской олимпиады (Киев, 1913)“». | 4,80 гривны                | 25 мая 2013 года      | 66 000  | Владимир Жданов                    |
| № 1292 (Mi #1334) № 1293 (Mi #1335) Блок № 111: № 1292-1 (Mi #1334 С) № 1293-1 (Mi #1335 С)                 |             | Зчіпка «EUROPA-2013». «Поштовий автомобіль: Москвич-400. 1953; МАЗ-5440. 2013». с укр. — «Сцепка „EUROPA-2013“. Почтовый автомобиль: - Москвич-400 (1953); - МАЗ-5440 (2013)». | 4,00 5,60 4,00 5,60 гривны | 29 мая 2013 года      | 100 000 | Валерий Руденко                    |
| № 1294 (Mi #1336) № 1295 (Mi #1337)                                                                         |             | Зчіпка з двох марок «1 червня — Міжнародний день захисту дітей». с укр. — «Сцепка „1 июня — Международный день защиты детей“». | 2,00 гривны                | 31 мая 2013 года      | 100 000 | Юлия Задорожная Евгений Белобрагин |
| № 1296 (Mi #1338)                                                                                           |             | «м. Севастополь. Володимирський собор в Херсонесі». с укр. — «г. Севастополь. Владимирский собор в Херсонесе». | 3,30 гривны                | 27 июня 2013 года     | 159 000 | Александр Калмыков                 |
| № 1297 (Mi #1339)                                                                                           |             | Блок «900 років літопису „Повість минулих літ“». с укр. — «Блок „900-летие летописи «Повесть временных лет»“». | 2,00 гривны                | 26 июля 2013 года     | 48 000  | Николай Кочубей                    |
| № 1298 (Mi #1340)                                                                                           |             | Блок «1025 років хрещення Київської Русі» (в рамках спільного випуску «Україна-Росія-Білорусь»). с укр. — «Блок „1025-летие крещения Киевской Руси“ (в рамках совместного выпуска „Украина — Россия — Беларусь“)». | 5,40 гривны                | 28 июля 2013 года     | 65 000  | Кость Лавро О. Солдатенко          |
| № 1299 (Mi #1342) № 1300 (Mi #1343) № 1301 (Mi #1344) № 1302 (Mi #1345) № 1303 (Mi #1346)                   |             | Блок «Хліб — всьому голова» з п'яти марок та чотирьох купонів: «Паляниця»; «Калач»; «Бублики»; «Чорний житній»; «Весільний коровай». с укр. — «Блок „Хлеб — всему голова“: - Паляница; - Калач; - Бублики; - Чёрный житный; - Свадебный каравай». | 2,00 2,50 4,80 гривны      | 20 августа 2013 года  | 58 000  | Юлика Правдохина                   |
| № 1304 (Mi #1347)                                                                                           |             | Серія «Краса і велич України» «м. Дніпропетровськ». с укр. — «Серия „Краса и гордость Украины“: - г. Днепропетровск». | 2,00 гривны                | 23 августа 2013 года  | 150 000 | Александр Калмыков                 |
| № 1305 (Mi #1348) № 1306 (Mi #1349) № 1307 (Mi #1350) № 1308 (Mi #1351)                                     |             | Блок «Краса і велич України». «Дніпропетровська область»: «Ракета-носій „Зеніт-3SLБ“»; «Набережна, м. Дніпропетровськ»; «Троїцький собор, м. Новомосковськ»; «Петриківський розпис». с укр. — «Блок „Краса и гордость Украины“. Днепропетровская область: - Ракета-носитель „Зенит-3SLБ“; - Набережная (г. Днепропетровск); - Троицкий собор (г. Новомосковск); - Петриковская роспись». | 2,50 2,00 3,30 гривны      | 23 августа 2013 года  | 65 000  | Александр Калмыков                 |
| № 1309 (Mi #1353)                                                                                           |             | «Літак „АН-158“». с укр. — «Самолёт „АН-158“». | 2,00 гривны                | 31 августа 2013 года  | 193 000 | Валерий Руденко                    |
| № 1310 (Mi #1354)                                                                                           |             | «м. Вінниця. Водонапірна вежа». с укр. — «г. Винница: водонапорная башня». | 2,00 гривны                | 5 сентября 2013 года  | 185 000 | Александр Калмыков                 |
| № 1311 (Mi #1355) № 1312 (Mi #1356) № 1313 (Mi #1357) № 1314 (Mi #1358)                                     |             | Блок «Краса і велич України». «Вінницька область»: «Річка Дністер, с. Лядова»; «Свято-Троїцький жіночий монастир, смт Браїлів»; «Палац княгині Щербатової, м. Немирів»; «Світло-музичний фонтан „Roshen“, м. Вінниця». с укр. — «Блок „Краса и гордость Украины“. Винницкая область: - Река Днестр, с. Лядова; - Свято-Троицкий женский монастырь, пгт Браилов; - Дворец княгини Щербатовой (г. Немиров); - Свето-музыкальный фонтан „Roshen“ (г. Винница)».                                               | 2,00 2,50 4,80 гривны      | 9 сентября 2013 года  | 65 000  | Александр Калмыков                 |
| № 1315 (Mi #1359)                                                                                           |             | Блок «Свято-Усікновенський Лядівський монастир. 1000 років». с укр. — «Блок „Свято-Усекновенский Лядовский монастырь. 1000 лет“». | 4,30 гривны                | 15 сентября 2013 года | 65 000  | Владимир Таран                     |
| № 1316 (Mi #1360)                                                                                           |             | «Історія національного зв'язку». с укр. — «История национальной связи». | 2,00 гривны                | 9 октября 2013 года   | 163 000 | В. Кулик                           |
| № 1317 (Mi #1361) № 1318 (Mi #1362) № 1319 (Mi #1363) № 1320 (Mi #1364)                                     |             | Блок «Щедра Україна. Осінь»: «Горобина звичайна»; «Кавун звичайний»; «Жоржина»; «Білий гриб». с укр. — «Блок „Щедрая Украина. Осень“: - Рябина обыкновенная Sorbus aucuparia; - Арбуз обыкновенный Citrullus lanatus; - Георгин Dahlia; - Белый гриб Boletus edulis». | 2,00 2,50 3,30 гривны      | 14 октября 2013 года  | 58 000  | Наталия Кохаль                     |
| № 1322 (Mi #1366)                                                                                           |             | «Віра Холодна. 1893—1919. 120 років від дня народження». с укр. — «Вера Холодная (1893—1919). 120 лет со дня рождения». | 2,00 гривны                | 31 октября 2013 года  | 148 000 | Василий Василенко                  |
| № 1324 (Mi #1368)                                                                                           |             | «Київ наш! Георгій Малаков (ліногравюра), 1975». с укр. — «„Киев наш!“ (Георгий Малаков линогравюра, 1975)». | 2,00 гривны                | 6 ноября 2013 года    | 163 000 | Светлана Бондарь                   |
| № 1325 (Mi #1369) № 1326 (Mi #1370) № 1327 (Mi #1371) № 1328 (Mi #1372)                                     |             | Блок «Українське подвір'я»: білка; снігурі; колядники; індик. с укр. — «Блок „Украинское подворье“: - Белка; - Снегири; - Калядники; - Индюк». | 2,00 2,50 гривны           | 22 ноября 2013 года   | 59 000  | Кость Лавро                        |
| № 1329 (Mi #1373)                                                                                           |             | «Ольга Кобилянська. 150 років від дня народження. 1863—1942». с укр. — «150 лет со дня рождения Ольги Кобылянской (1863—1942». | 2,00 гривны                | 27 ноября 2013 года   | 170 000 | Василий Василенко                  |
| № 1330 (Mi #1374)                                                                                           |             | «З Різдвом Христовим!» с укр. — «С Рождеством Христовым!». | 2,00 гривны                | 6 декабря 2013 года   | 190 000 | Владимир Корнев                    |
| № 1331 (Mi #1375)                                                                                           |             | «Микола Амосов. 1913—2002». с укр. — «Николай Амосов (1913—2002)». | 2,00 гривны                | 6 декабря 2013 года   | 163 000 | Владимир Таран                     |
| № 1332 (Mi #1376) № 1333 (Mi #1377) № 1334 (Mi #1378) № 1335 (Mi #1379)                                     |             | Блок «Пектораль». с укр. — «Блок „Пектораль“». | 4,00 5,60 гривны           | 12 декабря 2013 года  | 50 000  | Мария Гейко                        |
| № 1336 (Mi #1380) № 1337 (Mi #1381)                                                                         |             | Спільний випуск «Україна-Марокко», надруковані зчіпкою з 2-х марок: «Україна. Порт „Одеса“»; «Марокко. Порт „Танжер“». с укр. — «Совместный выпуск „Украина — Марокко“, напечатанный сцепкой из двух марок: - Украина. Порт „Одесса“; - Марокко. Порт „Танжер“». | 2,00 3,30 гривны           | 18 декабря 2013 года  | 98 000  | Нет данных                         |
| № 1338 (Mi #1382) № 1339 (Mi #1383)                                                                         |             | Спільний випуск «Україна — Румунія», надруковані зчіпкою з 2-х марок та купона: «Церква Спаса на Берестові (Україна)»; «Церква монастиря Сучевиця (Румунія)». с укр. — «Совместный выпуск „Украина — Румыния“, напечатанный сцепкой из двух марок и купона: - Церковь Спаса на Берестове (Украина); - Церковь монастыря Сучевица (Румыния)». | 2,00 3,30 гривны           | 21 декабря 2013 года  | 105 000 | Сергей Горобец                     |
| № 1340 (Mi #1384) № 1341 (Mi #1385) № 1342 (Mi #1386) № 1343 (Mi #1387) № 1344 (Mi #1388) № 1345 (Mi #1389) |             | Блок «Східний гороскоп (щур-змія)»: «Щур»; «Бик»; «Тигр»; «Заєць»; «Дракон»; «Змія». с укр. — «Блок „Восточный гороскоп (Крыса — Змея)“: - Крыса; - Бык; - Тигр; - Кролик; - Дракон; - Змея». | 2,50 гривны                | 25 декабря 2013 года  | 105 000 | Иван Кравец                        |
| № 1346 (Mi #1390) № 1347 (Mi #1391) № 1348 (Mi #1392) № 1349 (Mi #1393) № 1350 (Mi #1394) № 1351 (Mi #1395) |             | Блок «Східний гороскоп (кінь-свиня)»: «Кінь»; «Вівця»; «Мавпа»; «Півень»; «Собака»; «Свиня». с укр. — «Блок „Восточный гороскоп (Лошадь — Свинья)“: - Лошадь; - Коза; - Обезьяна; - Петух; - Собака; - Свинья». | 2,50 гривны                | 25 декабря 2013 года  | 105 000 | Иван Кравец                        |

## Восьмой выпуск стандартных марок
В 2013 году выпущен восьмой выпуск стандартных марок независимой Украины: в обращение поступили знаки почтовой оплаты литерным номиналом: «G», «N», «Є» который соответствует заранее указанному Укрпочтой тарифу на пересылку корреспонденции, а также эквивалентен определённой сумме в гривнях или долларах США, стоимость для продажи последних рассчитывается по курсу НБУ.
Порядок следования элементов в таблице соответствует номеру по каталогу марок Украины на официальном сайте Укрпочты (укр. КМД УДППЗ «Укрпошта»), в скобках приведены номера по каталогу «Михель».
| № по каталогу     | Изображение | Описание и источники                                        | Номинал | Дата выпуска         | Тираж    | Художник       |
| ----------------- | ----------- | ----------------------------------------------------------- | ------- | -------------------- | -------- | -------------- |
| № 1270 (Mi #1313) |             | «Шовковиця біла». с укр. — «Шелковица белая».               | N       | 11 января 2013 года  | массовый | Владимир Таран |
| № 1321 (Mi #1365) |             | «Груша звичайна». с укр. — «Груша обыкновенная».            | G       | 22 октября 2013 года | массовый | Владимир Таран |
| № 1323 (Mi #1367) |             | «Обліпиха крушиновидна». с укр. — «Облепиха крушиновидная». | Є       | 5 ноября 2013 года   | массовый | Владимир Таран |

## Комментарии
1. ↑  Коммеморативные марки — обобщённое название специальных художественных (памятных, юбилейных и других) почтовых марок. Для упрощения терминологии в случаях, когда требуется лишь подчеркнуть, что данная марка не является общеупотребляемой (то есть стандартной), под термином «коммеморативная марка» подразумевают, кроме перечисленных выше, также тематические (рисунки которых, посвящены определённой теме коллекционирования) марки. Также все упомянутые марки, объединённые термином «коммеморативная», имеют общую черту: как правило, такие марки изготовляются на высоком полиграфическом уровне[3].
2. ↑  Ниже приведён перечень памятных художественных марок (с возможностью сортировки по номиналу, тиражу и дате введения в обращение).
3. ↑  Блок выполнен в византийском стиле — типичном художественном стиле того времени. На марке изображены князь и писарь.
4. ↑  На почтовой марке изображён портрет С. Гулака-Артемовского и фото постановки оперы «Запорожец за Дунаем», в ролях: Одарка — М. И. Литвиненко—Вольгемут, Карась — И. С. Паторжинский.
5. ↑  На почтовой марке изображены фигуры Кирилла и Мефодия.
6. ↑  На почтовых марках изображены работы участников Всеукраинского детско-юношеского творческого конкурса „Равные возможности — глазами детей“ 2007 года.
7. ↑  На почтовой марке изображён Нестор Летописец за работой, на полях почтового блока — события, описанные в Повести.
8. ↑  На почтовом блоке изображена фреска Виктора Васнецова «Крещение Руси», которая расположена в Патриаршем кафедральном соборе св. Владимира в Киеве.
9. ↑  На почтовой марке изображено установление красного знамени над административным зданием на Михайловской площади в ночь с 5 на 6-е ноября 1943 года.
10. ↑  Автор не указан в АИ.
11. ↑  Ниже приведён перечень стандартных марок (с возможностью сортировки по номиналу, тиражу и дате введения в обращение).
12. ↑  Литерный номинал «N» соответствует тарифу на пересылку простого почтового отправления, массой до 20 грамм за пределы Украины наземным транспортом. Литерный номинал «N» эквивалентен $ 0,60[64].
13. ↑  Литерный номинал «G» эквивалентен $ 0,80[64].
14. ↑  Литерный номинал «Є» эквивалентен $ 0,70[64].